# Bersaglieri
Bersaglieri (v jednotném čísle Bersagliere, česky ostrostřelec) jsou vojáci lehké pěchoty italské armády. Jednotky byly založeny roku 1836 generálem Alessandro Ferrero La Marmora, aby sloužily sardinské armádě, která se časem zařadila do italské armády. Jejich příslušnící se poznají podle charakteristických klobouků se širokou krempou zdobených černými pery tetřeva, které nosí jako součást slavnostní uniformy. Peří se používá i na jejich bojových přilbách.